# 古尔热
古尔热（法語：Gourgé，法語發音：[ɡuʁʒe]）是法国德塞夫勒省的一个市镇，属于帕尔特奈区。

## 地理
古尔热（46°43'42"N, 0°9'57"W）面积50.43 平方千米，位于法国新阿基坦大区德塞夫勒省，该省份为法国西部内陆省份，北起曼恩-卢瓦尔省，西接旺代省，南至夏朗德省和滨海夏朗德省，东临维埃纳省。
与古尔热接壤的市镇（或旧市镇、城区）包括：圣卢-拉迈雷、欧比尼、拉容、卢穆瓦、卢安、拉佩拉特、维耶奈。

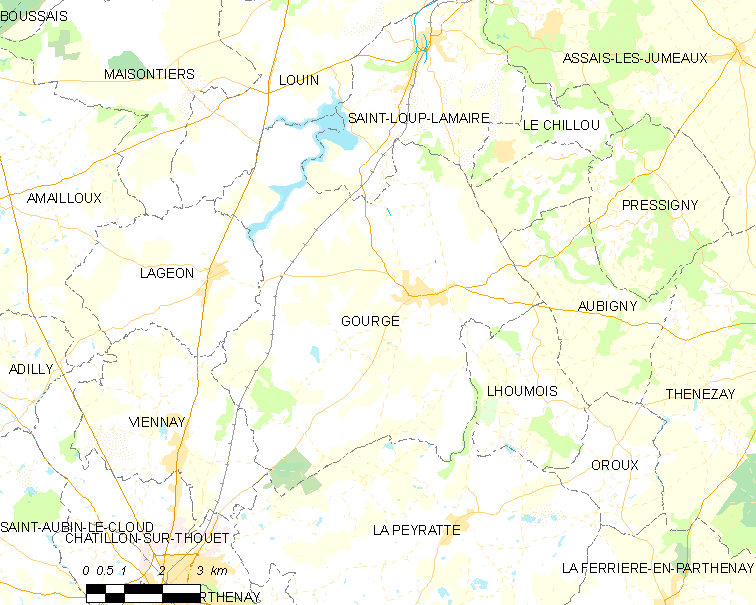
古尔热的OSM定位图

古尔热的时区为UTC+01:00、UTC+02:00（夏令时）。

## 行政
古尔热的邮政编码为79200，INSEE市镇编码为79135。

## 政治
古尔热所属的省级选区为拉加蒂讷县。

## 人口

1962-2008年间古尔热人口变化图示

古尔热于2022年1月1日时的人口数量为892人。